# Massima copertura
Massima copertura (Deep Cover) è un film del 1992 diretto da Bill Duke. Ha come protagonisti Lawrence Fishburne (accreditato per l'ultima volta come "Larry") e Jeff Goldblum. È anche noto per la canzone Deep Cover, composta da Dr. Dre e l'allora esordiente Snoop Dogg.

## Trama
Un agente di polizia di colore, Russell Stevens, si infiltra nell'ambiente dello spaccio di droga di Los Angeles, al fine di risalire ai boss ed incastrarli. Russell si fa notare come spacciatore e conquista la fiducia di un distributore, David Jason, ampliando sempre più il giro di affari. Arriva ad eliminare un concorrente per avere il controllo del territorio, e si cala così tanto nella parte, fino a non distinguere più il bene dal male.

## Colonna sonora
La colonna sonora in CD, uscita nel 1992, presenta come brano principale Deep Cover di Dr. Dre in collaborazione con un giovanissimo Snoop Dogg. Oltre ai brani hip hop è presente una original soundtrack di pregevole fattura che accompagna i momenti del film.

### Tracce
1. Dr. Dre & Snoop Doggy Dogg – Deep Cover – 4:16
2. Jewell – Love or Lust – 3:34
3. Paradise – Down With My Nigga – 4:12
4. Po, Broke & Lonely? – The Sex Is On – 4:28
5. Calloway – The Way (Is in the House) – 4:25
6. 3rd Avenue – The Minute You Fall in Love – 5:29
7. Michel Colombier – John and Betty's Theme – 2:31
8. Shabba Ranks – Mr. Loverman (feat. Chevelle Franklin) – 3:37
9. Ragtime – I See Ya Jay – 4:36
10. Ko-Kane – Nickel Slick Nigga – 4:56
11. Times 3 – Typical Relationship – 4:13
12. The Deele – Digits – 4:59
13. Calloway – The Sound of One Hand Clapping – 3:08
14. Emmage – Why You Frontin' on Me – 4:52